# Kotlin (stacja kolejowa)
Kotlin – stacja kolejowa w Kotlinie, w województwie wielkopolskim, w Polsce. Według klasyfikacji PKP ma kategorię dworca lokalnego.

## Ruch pasażerski
| Rok  | Wymiana pasażerska na dobę |
| ---- | -------------------------- |
| 2017 | 100-149                    |
| 2022 | 200-299                    |

Budynek używany zgodnie z przeznaczeniem. Przez Kotlin kursują zarówno pociągi osobowe, jak i towarowe. Budynek jest w dostatecznym stanie, wiekowy, wybudowany z niemieckiej cegły. Kasa jest nieczynna, podobnie jak poczekalnia. Część budynku służy jako mieszkanie socjalne (piętro).
Przy budynku stacji istnieje rampa załadunkowa oraz osobny tor, który nie jest jednak już używany.
11 kwietnia 1995 na stacji doszło do wykolejenia sześciu wagonów składu towarowego. Przyczyną katastrofy był wadliwy tor. Przez dwie doby przez stację nie przejeżdżały żadne pociągi.